# Благодатное (Черкасская область)
Благодатное (укр. Благодатне, до 2016 года — Чапаевка) — село в Золотоношском районе Черкасской области Украины. Расположено на берегу Кременчугского водохранилища за 18 км от районного центра — города Золотоноши и в 1 км от железнодорожной станции Благодатное.
Село Благодатное — административный центр Благодатновского сельского совета.

## История
Первое упоминание о селе, которое называлось Богушковою Слободой, относится к 1619 году. В XVII веке село было центром Богушковослободской казацкой сотни сначала Кропивненского, а впоследствии Переяславского полка. Казаки Богушковой Слободки участвовали в национально-освободительной войне середины XVII века, а в 1666 году село стало центром антистаршинского восстания Переяславского полка.
В 1786 году уже имело Успенскую церковь.
Есть на карте 1800 года.
В конце XVIII века в селе было 285 дворов с населением 850 жителей, а в начале XX века — уже 737 дворов с 3907 жителями. Здесь работали 3 кузницы, 34 мельницы, 4 маслобойни, несколько магазинов.
В 1920 году, во время гражданской войны, возвращаясь из польского фронта, в селе останавливались на кратковременный отдых полки 25-й Чапаевской дивизии. Это стало основанием для переименования в 1923 году села на Чапа́евку.
В 1929 году был образован колхоз им. Чапаева, который в 30-х годах стал передовым хозяйством республики. В 30-х годах был построен типовое помещение средней школы, открыто Дом культуры на 400 мест и Дом пионеров.
7 июня 1936 года был торжественно открыт первый в республике сельский стадион на 5 тысяч зрителей, на котором происходили всеукраинские спортивные соревнования среди сельских физкультурников.
В годы Великой Отечественной войны более 600 жителей села воевали на фронтах, из них 214 награждены боевыми орденами и медалями. В честь 386 погибших односельчан в 1973 году в селе воздвигнут памятник «Братська могила радянських воїнів». Бывший ученик школы летчик А. Т. Романенко повторил подвиг Н. Гастелло, а уроженец села Г. П. Береза стал полным кавалером ордена Славы
12 мая 2016 года во исполнение закона о декоммунизации переименовано в Благодатное.

## Население
Население — 3331 человек, 1470 дворов (на 2007 год).

### Языковой состав
Родной язык населения по данным переписи 2001 года:
| Язык       | Численность, чел. | Доля     |
| ---------- | ----------------- | -------- |
| Украинский | 2 931             | 92,52 %  |
| Русский    | 211               | 6,66 %   |
| Другое     | 26                | 0,82 %   |
| Итого      | 3 168             | 100,00 % |

## Известные уроженцы
- Берёза, Григорий Пантелеевич — участник Великой Отечественной войны, полный кавалер ордена Славы.[6]